# Zenóbia
A Zenóbia a görög Zenóbiosz (Zénó) férfinév női párja, a férfinév jelentése: Zeusztól származó.

## Rokon nevek
- Zena:[1] a Zénó eredetibb női párja.
- Zenna:[1] a Zena alakváltozata.

## Gyakorisága
Az 1990-es években Zenónba, Zena és Zenna szórványos név, a 2000-es években nem szerepel a 100 leggyakoribb női név között.

## Névnapok
Zenóbia, Zena, Zenna
- október 30.[2]

## Híres Zenóbiák, Zenák, Zennák
- Zénobia palmürai királynő
- Zorkóczy Zenóbia színész, előadóművész